# Soyouz TMA-18M
Soyouz TMA-18M est une mission spatiale dont le lancement a eu lieu le 2 septembre 2015. C'est le 500e vol du vaisseau Soyouz, et le 125e vol habité. Il a atteint la Station spatiale internationale après deux jours de vols.
Deux nouveaux équipiers rejoignent les membres de l'Expédition 45, le danois Andreas Mogensen et le kazakh Aïdyn Aimbetov, pour une durée de 10 jours. Ils sont retournés sur Terre à bord de Soyouz TMA-16M le 12 septembre 2015.
Andreas Mogensen devient à cette occasion le premier Danois à aller dans l'espace.
Le retour vers la terre de Soyouz TMA-18 s'est fait le 2 mars 2016, après environ 180 jours en orbite, le Soyouz ayant une durée de vie garantie de 210 jours.
À bord de Soyouz TMA-18 pour le retour, Mikhaïl Kornienko et Scott Kelly étaient partis presque un an plus tôt avec Soyouz TMA-16M le 27 mars 2015. Ils sont les détenteurs du séjour le plus long à bord de l'ISS (340 jours). 

## Équipage
Décollage
- Commandant : Sergueï Volkov (3),  Russie
- Ingénieur de vol 1: Andreas Mogensen (1),  Danemark
- Ingénieur de vol 2: Aïdyn Aimbetov (1),  Kazakhstan[3]

Réserve
- Commandant suppléant : Oleg Skripotchka,  Russie
- Ingénieur de vol 1 suppléant : Thomas Pesquet,  France
- Ingénieur de vol 2 suppléant : Sergeï Prokopiev,  Russie

Atterrissage
- Commandant : Sergueï Volkov (3),  Russie
- Ingénieur de vol 1: Mikhaïl Kornienko (2),  Russie
- Ingénieur de vol 2: Scott Kelly (4),  États-Unis

Le chiffre entre parenthèses indique le nombre de vols spatiaux effectués par l'astronaute, Soyouz TMA-18M inclus.